# NGC 6070
NGC 6070 est une galaxie spirale située dans la constellation du Serpent. Sa vitesse par rapport au fond diffus cosmologique est de 2 102 ± 7 km/s, ce qui correspond à une distance de Hubble de 31,0 ± 2,2 Mpc (∼101 millions d'al). NGC 6070 a été découverte par l'astronome germano-britannique William Herschel en 1786.
NGC 6070 a été utilisée par Gérard de Vaucouleurs comme une galaxie de type morphologique SA(r)cd dans son atlas des galaxies,.
La classe de luminosité de NGC 6070 est III-IV et elle présente une large raie HI.
À ce jour, 26 mesures non basées sur le décalage vers le rouge (redshift) donnent une distance de 28,646 ± 4,746 Mpc (∼93,4 millions d'al), ce qui est à l'intérieur des valeurs de la distance de Hubble.

## Groupe de NGC 6070
NGC 6070 est la plus brillante galaxie d'un trio. Les deux autres galaxies du groupe de NGC 6070 sont UGC 10290 et UGC 10288.